# Calamus polystachys
Calamus polystachys är en enhjärtbladig växtart som beskrevs av Odoardo Beccari. Calamus polystachys ingår i släktet Calamus och familjen Arecaceae. Inga underarter finns listade i Catalogue of Life.